# Bisdom Assis
Het bisdom Assis (Latijn: Dioecesis Assisensis) is een rooms-katholiek bisdom met als zetel Assis, in Brazilië. Het bisdom is suffragaan aan het aartsbisdom Botucatu.

## Geschiedenis
Het bisdom werd opgericht op 30 november 1928, uit delen van het bisdom Botucatu, en was suffragaan aan het aartsbisdom São Paulo. Op 19 april 1958 wisselde het van kerkprovincie en werd suffragaan aan het nieuw verheven aartsbisdom Botucatu.

## Parochies
Het bisdom had in 2020 een oppervlakte van 31.412 km2 en telde 316.800 inwoners waarvan 87,8% rooms-katholiek was.

## Bisschoppen
- Antônio José dos Santos (22 november 1929 - 1 februari 1956)
- José Lázaro Neves (11 februari 1956 - 20 juli 1977)
- Antônio de Souza (20 juli 1977 - 27 oktober 2004)
- Maurício Grotto de Camargo (27 oktober 2004 - 19 november 2008)
- José Benedito Simão (24 juni 2009 - 27 november 2015)
- Argemiro de Azevedo (14 december 2016 - heden)

Botucatu (aartsbisdom) · Araçatuba · Assis · Bauru · Lins · Marília · Ourinhos · Presidente Prudente